# 南安瀑布
南安瀑布位於花蓮縣卓溪鄉樂樂溪右岸支流、瀑水源於大里仙山東方。瀑布標高約295公尺至235公尺，分上、下兩層，落差分別約為20公尺、40公尺，總落差約60公尺，由於地形遮蔽，於觀景台上僅能看見下層瀑布。南安瀑布觀景台位於 台30線卓安橋旁，路邊設有公廁，可在此休憩賞瀑。

## 交通資訊
- 自行開車：由 台9線花東公路行駛至玉里293.8K，轉 台30線往南安方向行駛約11公里，於卓安橋旁路段即可看見瀑布。

## 解
1. ↑  根據《臺灣通用電子地圖【NLSC】》、《農航所（正射影像圖）》對照。